# Sandvika
Sandvika est le centre administratif de la municipalité de Bærum située dans le comté d'Akershus en Norvège.

## Description
Il fut déclaré officiellement en tant que ville par le conseil municipal le 4 juin 2003. Sandvika est l'hôte du plus grand centre commercial de la Scandinavie : le Sandvika Storsenter. Sandvika est situé à environ 15 km à l'ouest d'Oslo.
L'île voisine de Kalvøya est un lieu de loisirs.

## Histoire
La localité a été peinte par Claude Monet en 1895. Sa toile Sandvika, Norvège la représente sous la neige, avec le pont Løkke au premier plan.

## Zone protégée
- Réserve naturelle de Kalvøya